# Halaesa
Halaesa Archonidea  ou Halaisa archonidienne  est un site archéologique de Sicile, situé à Tusa. C'est une ancienne cité grecque, sise entre Cephaloedium et Kalé Acté.

## Histoire
La cité est fondée en -403 par le prince sicule hellénisé Archonidès qui quitte Herbita après avoir conclu une paix avec Denys l'Ancien. Elle était édifiée près de la rivière Alaesus. Les premiers colons sont des habitants d'Herbita et des mercenaires et étrangers opposés à Denys. 
La ville se développe aux époques hellénistique et romaine grâce au commerce maritime. Au début de la première guerre punique, elle est l'une des premières villes siciliennes à s'allier aux Romains, obtenant ainsi des nouveaux maitres de l'île de conserver ses propres lois et son indépendance, exonérée de toute imposition, comme les quatre autres civitates liberae et immunes de Sicile. Ville prospère sous la République romaine, qui en appelle à Caius Claudius Pulcher en -95 pour trancher un différend politique, elle est spoliée par Verres puis décline jusqu'à devenir une ville municipale ordinaire à l'époque d'Auguste. Strabon l'évoque, Pline la cite parmi les «stipendiariae civitates» de Sicile. 
Elle a été le siège d'un diocèse, entre le VIIe siècle et le Xe siècle.

## Archéologie
La localisation du site a été rendue complexe par les divergences entre les écrits de Strabon, l'itinéraire et la Tabula. Philip Cluwer et Torremuzza l'identifient près de l'ancienne église Santa Maria delle Palate, près de Tusa, surplombant la rivière Pettineo. 
Tommaso Fazello décrit des ruines s'étendant du bord de mer, avec les restes d'un grand bâtiment qui pourrait être des thermes, jusqu'au sommet d'une colline à plus d'un kilomètre du rivage, sur laquelle se trouvaient les restes de la citadelle. Il note aussi des inscriptions mentionnant Alaesa, ainsi qu'une grande fontaine située 5 kilomètres plus loin à l'intérieur des terres. 
Des fouilles modernes ont mis au jour une portion de l'enceinte et les contreforts qui soutiennent l’acropole avec deux temples hellénistiques, ainsi que le plan en damier de la cité. Il existe également des vestiges de l'aqueduc, des fragments de statues et des pièces. De nouvelles campagnes de fouilles ont mis au jour le théâtre, officiellement reconnu en 2018 et toujours en cours de dégagement. 